# 灵武站
灵武站，位于中华人民共和国宁夏回族自治区银川市灵武市，是太中银铁路定银支线上的火车站，由中国铁路兰州局集团银川车务段管辖。

## 歷史
- 2011年1月11日开通营运。

## 旅客列车目的地
车站目前有6趟旅客列车停靠，均为兰州局集团开行，具体如下。
| 列车所属路局 | 目的地                         |
| ------------ | ------------------------------ |
| 兰州局集团   | 北京西、昆山、杭州、银川、中卫 |

## 車站周邊
- 银西高速公路
- 华电宁夏灵武发电有限公司

## 外部連結
- 中国铁路客户服务中心 （页面存档备份，存于）